# Рум (острів)

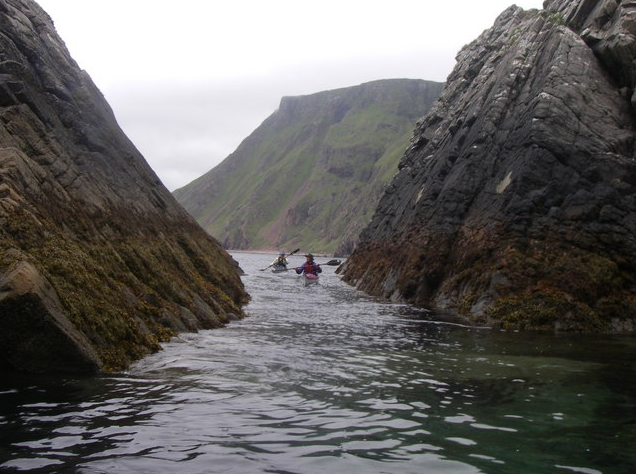
Бладстон-Гіл

Рум (англ. Isle of Rum, раніше (англ. Isle of Rhum шотл. гел. Rùm) — острів архіпелагу Внутрішні Гебриди, входить до складу адміністративної одиниці Лохабер, Шотландія.

## Географія острова
Площа Рума — 104,63 км², це 15-й за величиною острів Шотландії. Острів горбистий, найвищою вершиною якого є гора Асківал, — 812 м над рівнем моря).

## Населення
Станом на 2001 рік, населення острова становило 33 людини — на острові тільки один хутір «Кінлох». У 1841 році населення острова становило 400 жителів.

## Транспорт
Рум не має мостів з іншими островами. Острів має пасажирське поромне обслуговування.

## Пам'ятки

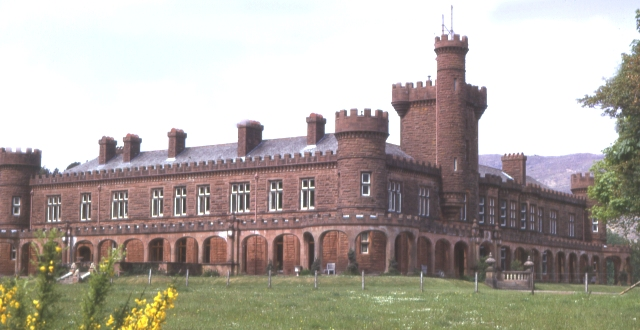
Замок Кінлох

- Історичний замок Замок Кінлох.